# Potez 63
Potez 63 é uma linha de caças pesados bimotor desenvolvidos para a Força Aérea Francesa no final da década de 1930. O design era um contemporâneo do Bristol Blenheim (que foi desenvolvido como bombardeiro) e do Messerschmitt Bf 110 (que foi desenvolvido como caça pesado). Foram construídas várias variantes, que desempenharam funções de caça, bombardeiro e reconhecimento aéreo.